# Cryptocarya turrilliana
Cryptocarya turrilliana är en lagerväxtart som beskrevs av A. C. Smith. Cryptocarya turrilliana ingår i släktet Cryptocarya och familjen lagerväxter. Inga underarter finns listade i Catalogue of Life.